# Wilhelm von Diez
Pour les articles homonymes, voir Diez.
Albrecht Christoph Wilhelm von Diez, né le 17 janvier 1839 à Bayreuth et mort le 25 février 1907 à Munich, est un peintre bavarois qui fut aussi illustrateur et qui appartient à l'école de Munich.

## Biographie

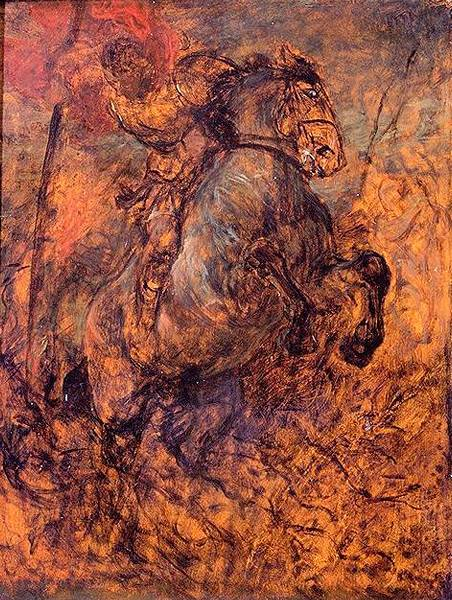
Saint Georges tuant le dragon (1897)

Il étudie d'abord le dessin à Bayreuth, puis entre 1853 et 1855 fréquente l'école polytechnique de Munich et ensuite devient l'élève du fameux Carl von Piloty à l'Académie des beaux-arts de Munich, mais il y reste peu de temps et continue sa carrière en autodidacte.
Il travaille comme illustrateur aux Fliegende Blättern (Les Feuilles volantes) et illustre L'Histoire de la Guerre de Trente Ans de Schiller. Ses dessins sont diffusés en gravures au trait léger. Il se tourne aussi vers la peinture, en particulier la peinture de genre, les sujets animaliers et les paysages. Il devient alors professeur en 1871 à lAcadémie des beaux-arts, qui est dirigée par Wilhelm von Kaulbach et où il a entre autres comme élèves Robert Breyer, Paul Hoecker, Heinrich Lefler (de), Ludwig von Löfftz, Fritz Mackensen, Franz Marc, Fritz Osswald, Max Slevogt, Wilhelm Trübner, Viktor Weisshaupt, etc. Cependant son influence dépasse largement l'académie et son colorisme marque plusieurs générations de peintres travaillant à Munich, comme Bruno Piglhein. Il est remplacé par Angelo Jank en 1907.
Il reçoit une grande médaille d'or à l'exposition internationale de Munich en 1883, pour une Adoration des bergers.